# Вавра, Антонин
Антонин Вавра (чеш. Antonín Vávra; 7 января 1847, Прага, Австрийская империя — 8 июня 1932, Добржиховице, Чехословакия) — чехословацкий оперный певец (тенор).

## Биография
Учился у Яна Людвика Лукеша и Франческо Ламперти в Милане. Творческую деятельность начал в 1868 году. Дебютировал на сцене театра Švestkov под управлением Б. Сметаны, в 1869—1971 годах выступал в Немецком Силезском театре в Опаве. Затем пел на сцене пражского Временного театра, а с 1888 года — Национального театра в Праге. В конце своей карьеры выступал в Роттердаме.

## Творчество
Один из лучших исполнителей теноровых партий в операх чешских композиторов, в том числе Тоник, Ирка, Принц («Упрямцы», «Чёрт и Кача», «Русалка» А. Дворжака), Витек («Далибор» Б. Сметаны), Лаца Клемень («Её падчерица» Л. Яначека,
Исполнял оперные партии в произведениях зарубежных композиторов, в том числе Дон Оттавио («Дон Жуан» В. А. Моцарта), Лоэнгрин в одноименной опере Р. Вагнера, граф Альмавива («Севильский цирюльник» Дж. Россини), дон Хозе («Кармен» Ж. Бизе), Шевалье де Гриё («Манон» Ж. Массне) и др.
В день открытия Национального театра в Праге (1875) исполнил партию Еника в опере Сметаны «Проданная невеста».